# 宇津神社 (岩国市)
宇津神社（うつじんじゃ）は、山口県岩国市に鎮座する神社。

## 歴史
明治19年（1886年）、大崎下島に鎮座していた宇津神社の社家の娘越智タキ子が、神道大日本教布教のため山口県岩国市今津中ノ丁に設立した「祓戸教会」（はらえどきょうかい）を前身とする。昭和7年（1932年）、同市今津天神町に遷座。昭和22年（1947年）の神社制度改革に伴い、神社となって現在の宇津神社と改称した。
昭和49年（1974年）1月15日、とんど祭が再興された（山口県神社庁のホームページによる）。昭和56年（1981年）1月、第60回神宮式年遷宮（昭和48年（1973年））の際に出た古材を元に本殿を再建した。

## 祭神
主祭神は、次の通り。
- 天照皇大神
- 高御産霊大神
- 神御産霊大神
- 祓戸三柱大神

山口県神社庁のホームページによると、祓戸三柱大神は八十禍津日神・大直霊神・神直霊神のことを指し、また主祭神に天御中主神の名もある。また、同ページによると、配祀神に龍蛇神（辰巳の神）がいる。

## 祭典
山口県神社庁のホームページによると、主要祭典として以下のものが挙げられている。
- 1月15日 - とんど祭
- 2月 - 節分祭
- 8月1日 - 夏越すがぬけ御神幸祭（通称子供祭）
- 11月13日 - 例祭（新嘗祭）

## 組織
神社の維持や発展を支援するための敬神団体として、男子の「直日会」（なおびかい）、女子の「瑞垣会」（みずがきかい）がある。

## 社家
佐古家の人物が代々務めている。同家は京都市の官幣大社松尾大社宮司（退任後は名誉宮司）を務めた佐古一洌や、俳優で声優の佐古正人・真弓父娘を輩出している。

### 宮司
- 佐古吉浦：1952年在職[* 1]
- 佐古利正：1998年帰幽[1]
- 佐古建彦：2016年在職[1]

### 禰宜
- 佐古幸嬰：1986年在職[2]、1998年帰幽[3]

### 書籍出典
1. 1 2  『戦後神道界の羣像』, p. 303, 「佐古利正」.
2. ↑  『神道人名辞典』, p. 451, 「佐古幸嬰」.
3. ↑  『戦後神道界の羣像』, p. 519, 「佐古幸嬰」.

### ウェブサイト出典
1. 1 2 3 4 5 6 7  “宇津神社”. 山口県神社庁.   山口県神社庁・神社史研究会. 2024年2月16日時点のオリジナルよりアーカイブ。2024年2月19日閲覧。